# Косанове
Коса́нове —  село в Україні, у Кунківській сільській громаді Гайсинського району Вінницької області.

## Географія
Селом протікає річка Рудка, ліва притока Південного Бугу.

## Археологічні пам'ятки
У селі виявлено поселення трипільської культури. Пам'ятка розташована поблизу села.
Могильник досліджений 1961–64: на площі бл. 1000 м² розкопано 39 трупопокладень та 82 трупоспалення; окрім решток небіжчиків, у могильних ямах знайдені також горщики, миски, глеки, вази, скляні келихи, намиста, фібули, пряжки, гребені тощо. Могильник датується серединою 3 – початком 5 ст. За особливостями поховань й інвентаря належить до черняхівської культури. Його створили, очевидно, представники східногерманських культурно-етнічних утворень, що з писемних джерел відомі як готський племінний союз (див. Готи).

## Історія
Входило до Нижчекропивнянської волості Гайсинського повіту Подільської губернії.
7 (20) листопада 1917 року, відповідно до Третього Універсалу Української Центральної Ради, увійшло до складу Української Народної Республіки.
За постановою ВУЦВК від 7 березня 1923 року «Про адміністративно-територіальний поділ Подільської губернії» стало частиною Гайсинського району Гайсинської округи.
19 листопада 1924 року стало частиною Ситковецького району Гайсинської округи.
3 лютого 1931 року Ситковецький район був ліквідований з приєднанням до Немирівського, але відновлений у червні 1933 вже як складова частина Вінницької області.
21 січня 1959 село стало частиною Гайсинського району внаслідок ліквідації Ситковецького району.
12 червня 2020 року, відповідно розпорядження Кабінету Міністрів України № 707-р «Про визначення адміністративних центрів та затвердження територій територіальних громад Вінницької області», село увійшло до складу Кунківської сільської громади.
17 липня 2020 року, в результаті адміністративно-територіальної реформи і ліквідації Гайсинського району, село увійшло до складу новоутвореного Гайсинського району.

## Населення

### Мова
Розподіл населення за рідною мовою за даними перепису 2001 року:
| Мова       | Кількість | Відсоток |
| ---------- | --------- | -------- |
| українська | 500       | 95.60%   |
| російська  | 19        | 3.63%    |
| білоруська | 3         | 0.57%    |
| румунська  | 1         | 0.20%    |
| Усього     | 523       | 100%     |

## Транспорт
Найближча станція Семенки, обслуговується поїздом Вінниця-Гайворон тричі на тиждень. До станції 4 км.

## Відомі люди
- Колісниченко Анатолій Іларіонович, український новеліст.
- Гулеватий Трохим Яремович, герой Радянського Союзу
- Ткаченко Іван Яремович [Архівовано 5 грудня 2021 у Wayback Machine.],доктор економічних наук університету ім.Каразіна